# Salvatore D'Aquila
Salvatore D'Aquila (Palerm, Sicília, 9 de novembre de 1877 - Nova York, Nova York, 10 d'octubre de 1928) fou un criminal d'origen sicilià que va emigrar als Estats Units d'Amèrica el 1906.
Poc després de la seva arribada a Nova York, s'uneix a un grup criminal liderat per Giuseppe Morello i Ignazio Lupo i, després de l'empresonament d'aquests el 1910, pren el control d'una branca de l'organització en substitució de Lupo. La seva poscició com a cap criminal de major importància va veure's refermada, no només a la ciutat de Nova York, sinó també a la resta dels Estats Units.
L'establiment de la Llei Seca i posterior ascens de nous caps com Giuseppe Masseria van fer trontollar el domini criminal de D'Aquila, qui fou assassinat l'octubre de 1928. Després de la seva mort, l'organització mafiosa que dirigia va passar a mans de Manfredi Mineo que, finalment i després del lideratge de Carlo Gambino, seria coneguda com a família criminal Gambino.

## Joventut
Nascut el 9 de novembre de 1877 a Palerm, Sicília, Salvatore D'Aquila fou el segon fill del matrimoni entre Salvatore D'Aquila i Provvidenza Gagliardo. El primer fill del matrimoni, de nom també Salvatore, va morir al poc temps de néixer. Més enllà del domicili de la família D'Aquila, al número 8 de Via Lampionelli de la ciutat de Palerm, no es té més informació sobre els primers trenta anys de vida de Salvatore D'Aquila.

## Etapa criminal
El 1906 i a l'edat de 31 anys abandona la seva Sicília natal per traslladar-se a Nova York, instal·lant-se al barri de Harlem. Després d'arribar als Estats Units, D'Aquila passa a formar part de l'organització liderada per Giuseppe Morello i Ignazio Lupo, integrant-se en el grup que comandava aquest segon. Quatre anys després d'entrar a l'organització, ambdós Morello i Lupo són empresonats després de ser trobats culpables de liderar una xarxa de falsficació de moneda.

### Família criminal D'Aquila
Amb el dos caps entre reixes, D'Aquila pren el poder d'una part de l'organització de Morello i la seva banda passa a controlar parts del barri de Harlem i el Lower East Side, Manhattan, territoris disputats amb l'organització de Morello que, en aquell moment, era dirigida per Fortunato Lo Monte. D'Aquila aconsegueix aprofitar el buit de poder i reclutar importants membres de la banda de l'empresonat cap. Una d'aquestes incorporacions fou Giuseppe Fontana, qui ocupava una posició de responsabilitat dins l'organització de Morello i gaudia d'una reputació i experiència notables dins el món de la delinqüència organitzada.

#### Primera Guerra Mafiosa (1913 - 1915)
El ràpid ascens de D'Aquila va provocar que Lo Monte, qui dirigia l'organització de Morello mentre aquest es trobava a presó, decidís passar a l'acció i atemptar, l'1 de novembre de 1913, contra Louis Virzi. Tres dies després de l'assassinat de Virzi i aprofitant que D'Aquila es trobava a Sicília, la banda de Morello aprofita per venjar-se del desertor Gisuseppe Fontana, qui es abatut a trets al 325 East 105 St. de Manhattan. El dia 25 d'aquell mateix mes de novembre la banda de Lo Monte acaba amb la vida de Giuseppe Fanara, un altre desertor de Morello.
Després d'aquesta sèrie d'assassinats es creu que hi va haver algun tipus de tractat de pau entre ambdues organitzacions ja que les hostilitats van cessar fins ben entrat el 1914. Tot i l'aparent situació de pau, el 23 de maig de 1914 D'Aquila ordenà l'assassinat del cap de la banda de Morello, Fortunato Lo Monte, qui acaba sent tirotejat per l'esquena mentre caminava pel East 108th St., prop de la Primera Avinguda de Manhattan. El següent atemptat que es relaciona amb aquest feu fou el de Ippolito Greco, membre de l'organització de Morello i del que es creu que la dirigia després de la mort de Lo Monte. Greco va ser assassinat el 7 d'octubre de 1915 a uns estables de 334 East 108th St. Vuit dies després, la banda de D'Aquila assassina a Gaetano Lo Monte, germà del difunt cap de l'organització de Morello. Tots aquests assassinats van servir a D'Aquila per expulsar la banda de Morello del barri de Harlem i consolidar el seu poder al nord-est de Manhattan.

#### Segona Guerra Mafiosa (1921 - 1923)
Salvatore Loiacono fou escollit nou cap de l'organització criminal Morello i, tot i fer les paus amb D'Aquila, la seva gestió de la banda va comportar molts detractors, inclòs el mateix Morello. Aquesta divisió i tensió dins la banda va precipitar el que es coneix com la Segona Guerra Mafiosa on, entre d'altres, morí el mateix Loiacano a ordres de Morello.
Amb la sortida de Morello de la presó federal d'Atlanta el 1920, D'Aquila va veure perillar la seva posició de cap i va encarregar l'assassinat de tot un seguit d'individus vinculats a l'organització de Morello. D'entre la dotzena de noms hi havia els de Giuseppe Morello i Ignazio Lupo. L'octubre de 1921 i abans d'executar-se, Morello va ser alertat i tan ell com Ignazio Lupo es van veure obligats a fugir del país en destinació Sicília. Pocs dies abans de la fugida d'ambdós caps, D'Aquila ordena l'assassinat de Giuseppe Viserti, soci dels germans Terranova i aliat de Morello. L'enfrontament va provocar que Nicolo Schiro, cap criminal de Brooklyn, fes de mediador entre Morello i D'Aquila. Aquest darrer va demanar, a canvi de perdonar-los la vida, que el reconeguessin com a cap principal de la delinqüència organitzada a Nova York i abandonessin tota intenció de convertir-se, de nou, en caps de la seva propia familia criminal. La primavera de 1922 i després de vuit mesos, Morello i Lupo tornen als Estats Units després d'acceptar les demandes de D'Aquila.
Els primers anys de la Prohibició van comportar l'ascens de tot un seguit de criminals que, fins llavors, eren uns desconeguts dins el món de la delinqüència organitzada. Un d'aquest fou Giuseppe Masseria o Joe The Boss, qui va saber entrar en el negoci del licor clandestí des d'un primer moment. En qüestió de dos anys, els que van de 1919 a 1921, Masseria forma aliances amb criminals italians de Brooklyn i Manhattan i fa créixer la seva organització de Little Italy fins a convertir-la en la segona més nombrosa, just per darrere de la de Salvatore D'Aquila. La desconfiança de Salvatore D'Aquila cap a tot aquell capaç de fer-li ombra va desbordar-se quan Morello s'associà amb Masseria, convertint-se en la seva mà dreta.
Percebent l'associació com una amenaça, D'Aquila ordena, el 8 de maig de 1922, acabar amb la vida de Vincenzo Terranova, germanastre de Morello, qui és assassinat a trets al Lower East Side de Manhattan. El mateix dia 8, D'Aquila atempta contra la vida de Masseria a Grand Street, Lower East Side de Manhattan, quan diversos individus van disparar-lo però d'on va poder contraatacar i sortir-ne il·lès. El 8 d'agost de 1922, D'Aquila torna a atemptar contra la vida de Masseria. Aquest cop, un individu va acorralar-lo dins una botiga a la Segona Avinguda i va disparar-li tres trets. Miraculosament, Masseria va esquivar-los i novament en va sortir il·lès. L'atemptat va produir-se prop de la casa de Masseria, on diversos individus a les ordres d'Umberto Valenti l'esperaven. Després d'aquest incident, Masseria va passar a ser conegut com "l'home que podia esquivar bales".
La resposta de Morello va arribar l'11 d'agost de 1922 quan Umberto Valenti, mà dreta de D'Aquila i un dels atacants que havia acabat amb la vida de Terranova, és abatut a trets mentre entrava en un restaurant de la Segona Avinguda de Manhattan.
Els enfrontaments entre ambdós bàndols van anar succeint-se fins a l'agost de 1923, quan Masseria i Morello fan les paus amb D'Aquila i decideixen centrar tots els seus esforços en el negoci del licor clandestí.

## Vida personal
Salvatore D'Aquila va passar-se els primers trenta anys de la seva vida a Sicília i emigrà als Estats Units d'Amèrica el 1906. Casat amb Marianna Maracotta el 17 de novembre de 1912, amb qui D'Aquila va tenir dos fills; Anthony, nascut el 1910, i Jerome, el 1917.
Durant la seva vida als Estats Units, D'Aquila va viure a diversos barris de Nova York com Little Italy (91 Elizabeth St.), East Harlem (205 East 106th St.) o Brooklyn (228 York St., Vinegar Hill).
El 1919 D'Aquila aconseguí la nacionalitat nord-americana.

## Mort
Tot i l'aparent pau que va segellar-se durant una conferència celebrada a Highlands, Nova York, l'agost de 1923, Masseria va engegar una conspiració contra Salvatore D'Aquila i aquest fou abatut a trets el 10 d'octubre de 1928 quan sortia d'un edifici a l'Avinguda A de Manhattan. Es creu que per acabar amb ell, Masseria va conspirar amb Manfredi Mineo, aliat de l'organització liderada per D'Aquila i que dos anys més tard i sota el nom de família criminal Mineo, esdevindria aliada de Masseria durant la Guerra de Castellammare. L'assassinat de D'Aquila va consolidar Masseria com a cap indiscutible de la delinqüència organitzada a Nova York.
Salvatore D'Aquila va ser enterrat al cementiri de St. John, Queens, Nova York.